# Sekavský klášter
Sekavský klášter-opatství, (německy Abtei Seckau, celým názvem Opatství Milostivé Panny Marie / Abtei Unserer Lieben Frau, latinsky Abbatia B.M.V. Secoviensis) je benediktinský klášter v  rakouské Sekavě ve Štýrsku. Klášter náleží do skupiny Beuronské kongregace a do roku 1782 byl sídlem biskupa hradecko-sekavské diecéze.

## Historie

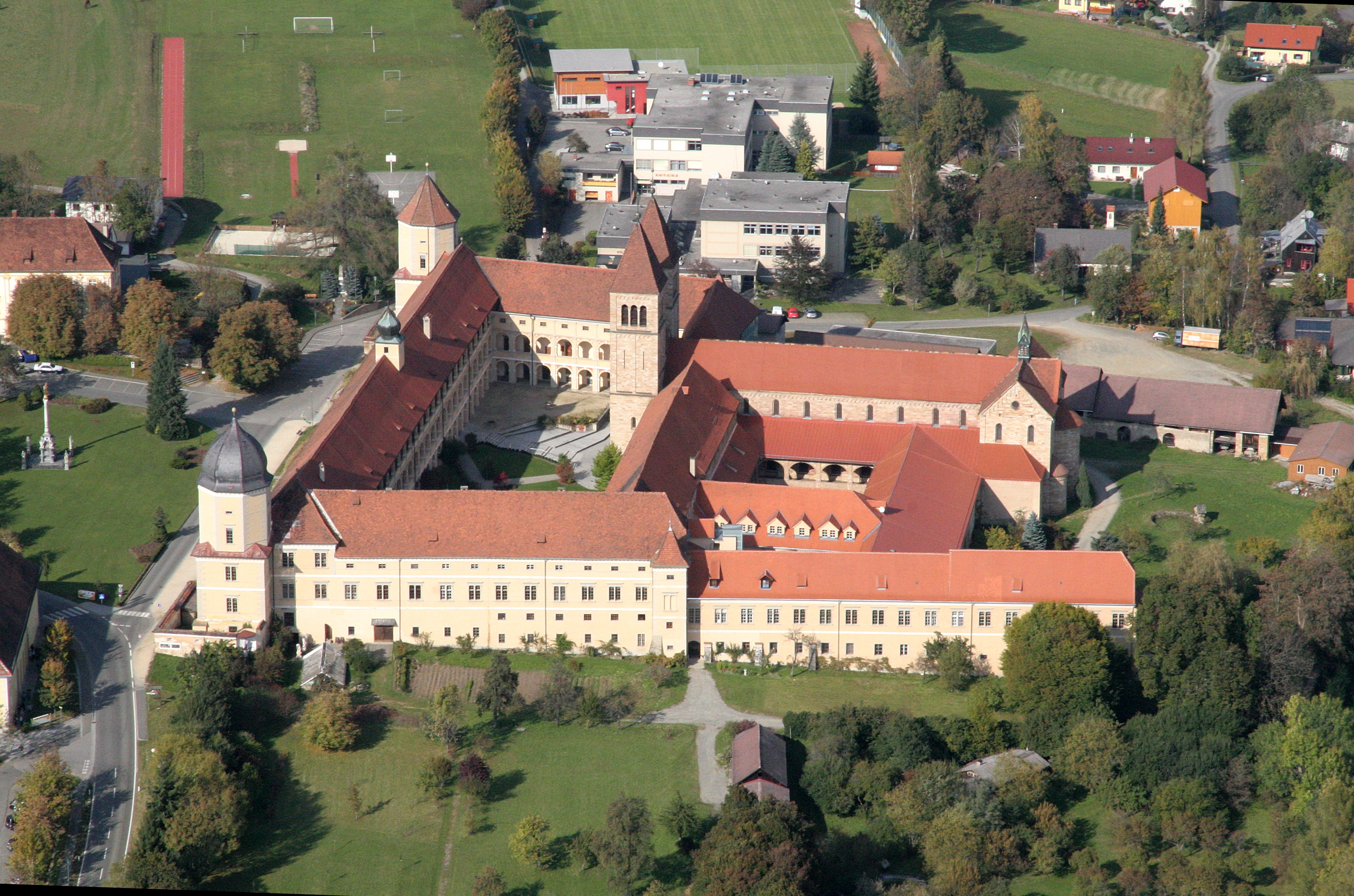
Letecký snímek opatství

### Založení kláštera
Fundátorem zdejšího kláštera augustiniánů kanovníků založeného roku 1140 původně v St. Marein bei Knittelfeld byl Adalram z Valdeka. Již v roce 1142 bylo salcburským arcibiskupem Konrádem I. schváleno přemístění fundace do oblasti sekavské náhorní plošiny. 16. září 1164 vysvětil biskup Hartmann z Brixenu starší románský kostel z roku 1143.
Z iniciativy papeže Honoria III. a arcibiskupa Eberharda II. Salcburského byla roku 1218 zřízena salcburská sufragánní diecéze Sekava. Klášterní kostel byl poté nazávýn katedrálním kostelem (proto je dodnes označována jako Dom im Gebirge - katedrála v horách). 
Do roku 1491 existoval v Sekavě také ženský kanovnický klášter. Roku 1782 byl kanovnický klášter zrušen v rámci církevních reforem císaře Josefa II. a sídlo diecéze přeloženo do Štýrského Hradce. Umělcké předměty a knihy byly odvezeny, více než třetina klášterních budov byla stržena nebo se rozpadla. Roku 1883 klášterní budovy osídlili beuronští benediktini a zachránili je od úplné zkázy. Roku 1940 bylo opatství zrušeno nacisty a mniši byli vykázáni ze Štýrska. Po návratu konventu v roce 1945 došlo k opětovnému rozkvětu kláštera.

### 19. století – úpadek a výstavba
Císař Josef II. zrušil v roce 1782 klášter, který po 642 let sloužil jako duchovní a náboženské centrum Štýrska. Biskupské sídlo bylo přeneseno do Štýrského Hradce. V důsledku toho několik částí budov zchátralo, poslední sekavský správce kapituly zemřel v roce 1835. Jen díky existenci mauzolea z 15. století a v něm pohřbených členů habsburské dynastie nebyl klášter srovnán se zemí.
Roku 1883 se benediktini z Beuronského arciopatství, kteří kvůli „kulturnímu boji“ říšského kancléře Otty von Bismarcka museli opustit Německo, úsídlili v Emauzském klášteře v Praze, kam byli pozváni pražským arcibiskupem kardinálem Bedřichem Josefem ze Schwarzenbergu. Beuronští mniši však i nadále hledali útočiště pro svou početnou komunitu a to také nakonec našli s pomocí knížete-biskupa Johannese Zwergera v Sekavském klášteře. Následné práce spojené s úpravami nemovitostí vyšly kongregaci na 70 000 zlatých.